# Uralbjergene
Uralbjergene (Russisk: Ура́льские го́ры, Uralskiye gory) er en 2.500 km lang nord-sydgående bjergkæde i det vestlige Rusland. Kæden anses undertiden som den nordlige del af den naturlige grænse mellem kontinenterne Asien og Europa.

## Geografi
Uralbjergene løber 2.500 km fra de kazakhiske stepper langs Kasakhstans nordlige grænse til kysten af Ishavet. Øen Novaya Zemlya danner en yderligere fortsættelse af bjergkæden. Bjergkædens højeste top er Narodnaja (1895 moh) i Khanty-Mansíjskij autonome okrug. Erosion har blottet betydelige mineralrigdomme i Ural, herunder sten som topas og beryl. Komis urskove i den nordlige del af Uralbjergene er optaget på UNESCOs Verdensarvsliste.
Geografer har delt Ural op i fem regioner: Syd, midt, nord, subarktis og arktisk Ural. Trægrænsen falder fra 1400 moh til 0 moh, efterhånden som man bevæger sig mod nord. Dele af Syd- og Midt-Ural er helt dækket af skov.
Jekaterinburg er den største og vigtigste by i Ural-området, selvom Ural er et geografisk begreb, men ikke et samlet administrativt område.

## Geologi
Uralbjergene er blandt verdens ældste bjergkæder. På trods af alderen på 300 til 250 mio. år er den usædvanlig høj. Kæden blev dannet i den sene kultid, da et kontinent bestående primært af Sibirien kolliderede med det østlige Baltika (forbundet med Laurentia (Nordamerika) for at danne det mindre superkontinent Euramerika) og Kasakhstanien for at danne superkontinentet Laurasien. Senere kolliderede Laurasia og Gondwana og dannede superkontinentet Pangæa. Europa og Sibirien har været bundet sammen siden.
Bjergene har store forekomster af guld, platin, malm, kul, jern, nikkel, sølv og andre mineraler.